# آيداليا (ميزوري)
آيداليا (بالإنجليزية: Idalia)‏، هي إحدى المجتمعات الفردية (غير مصنفة) في ولاية ميزوري في الولايات المتحدة الأمريكية.